# Ombur
Ombur is een bestuurslaag in het regentschap Toba Samosir van de provincie Noord-Sumatra, Indonesië. Ombur telt 500 inwoners (volkstelling 2010).